# Akrale persistierende papulöse Muzinose
Die Akrale persistierende papulöse Muzinose  ist eine seltene Form des lokalisierten Lichen myxoedematosus (einer Hautkrankheit) mit meist symmetrischen flechtenartigen Papeln ausschließlich an Handrücken und Unterarmen.
Die Erstbeschreibung stammt aus dem Jahre 1953 durch die US-amerikanischen Hautärzte Hamilton Montgomery und Laurence J. Underwood.

## Verbreitung und Ursache
Häufigkeit und Ursache sind nicht bekannt, die Erkrankung tritt gehäuft um das 40. Lebensjahr auf, das weibliche Geschlecht ist dreimal häufiger betroffen.

## Klinische Erscheinungen
Klinische Kriterien sind:
- meist symmetrische, disseminierte, blasse Papeln ohne Juckreiz auf den Unterarmen distal, dem Handrücken, den Handkanten, den Handgelenken auf der Streckseite und im Nacken

Gehäuftes Auftreten von Malignomen wie Uteruskarzinom, Mammakarzinom oder Schilddrüsenkarzinom.

## Differentialdiagnose
Abzugrenzen sind Granuloma anulare und Akrokeratoelastoidose Costa.

## Therapie
Eine Behandlung ist normalerweise nicht erforderlich. Einzelne Papeln können mittels Laserablation entfernt werden.